# Grejač (gmina Aleksinac)
Grejač (cyr. Грејач) – wieś w Serbii, w okręgu niszawskim, w gminie Aleksinac. W 2011 roku liczyła 544 mieszkańców.